# Lophira
Lophira är ett släkte av tvåhjärtbladiga växter. Lophira ingår i familjen Ochnaceae.
Kladogram enligt Catalogue of Life:
| Lophira | \| \| Lophira alata \| \| \| \| \| \| Lophira lanceolata \| \| \| \| |
|         | \| \| Lophira alata \| \| \| \| \| \| Lophira lanceolata \| \| \| \| |
|         | Lophira alata                                                        |
|         |                                                                      |
|         | Lophira lanceolata                                                   |
|         |                                                                      |

## Bildgalleri

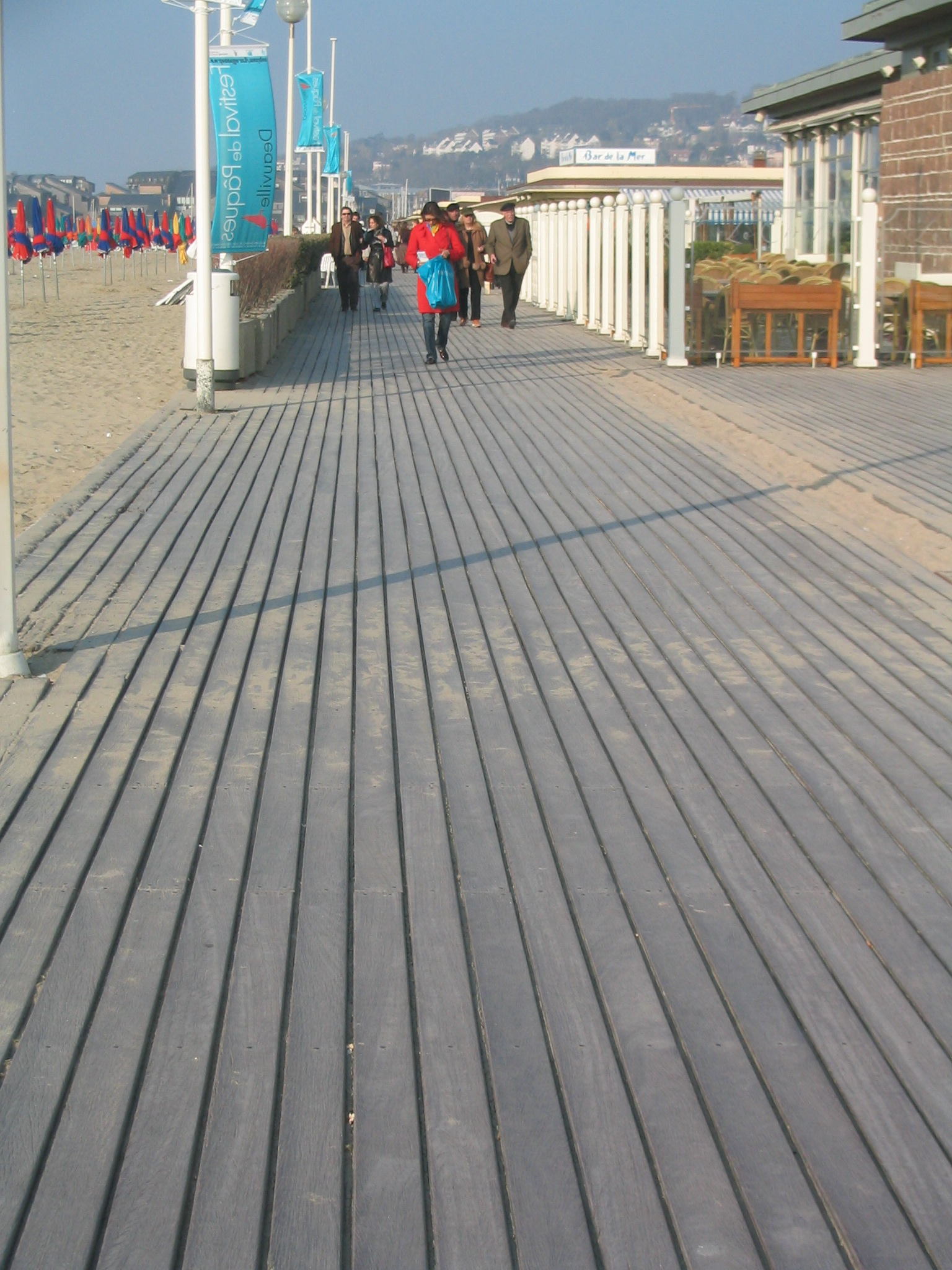
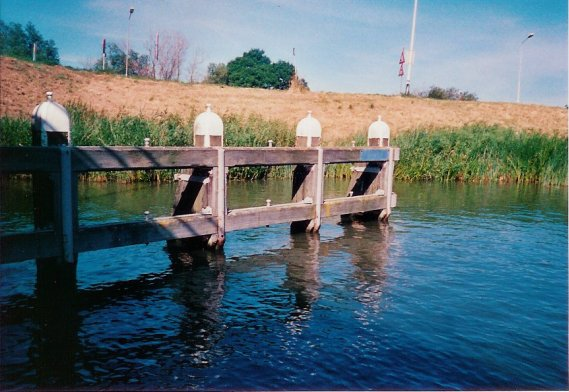
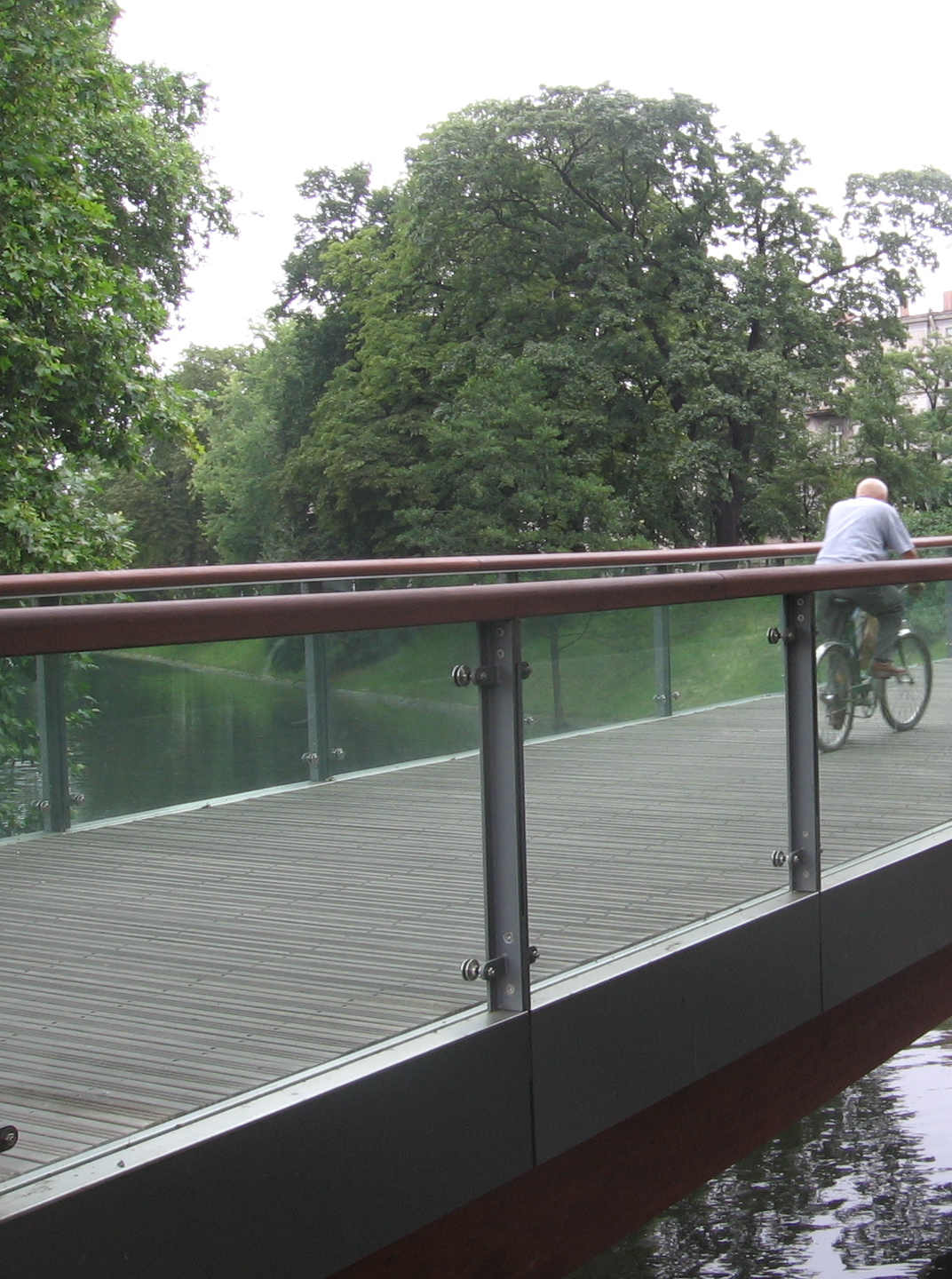
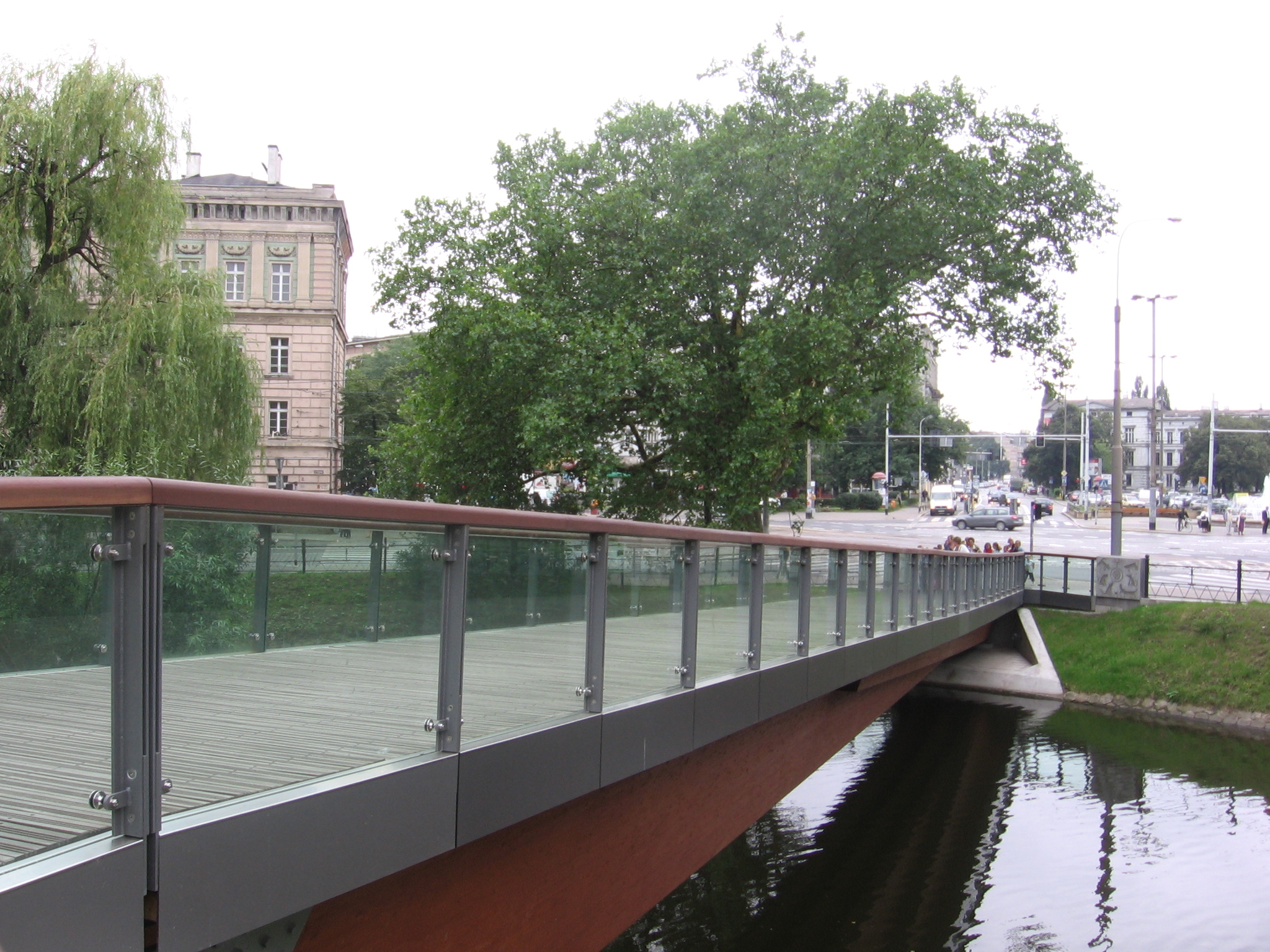
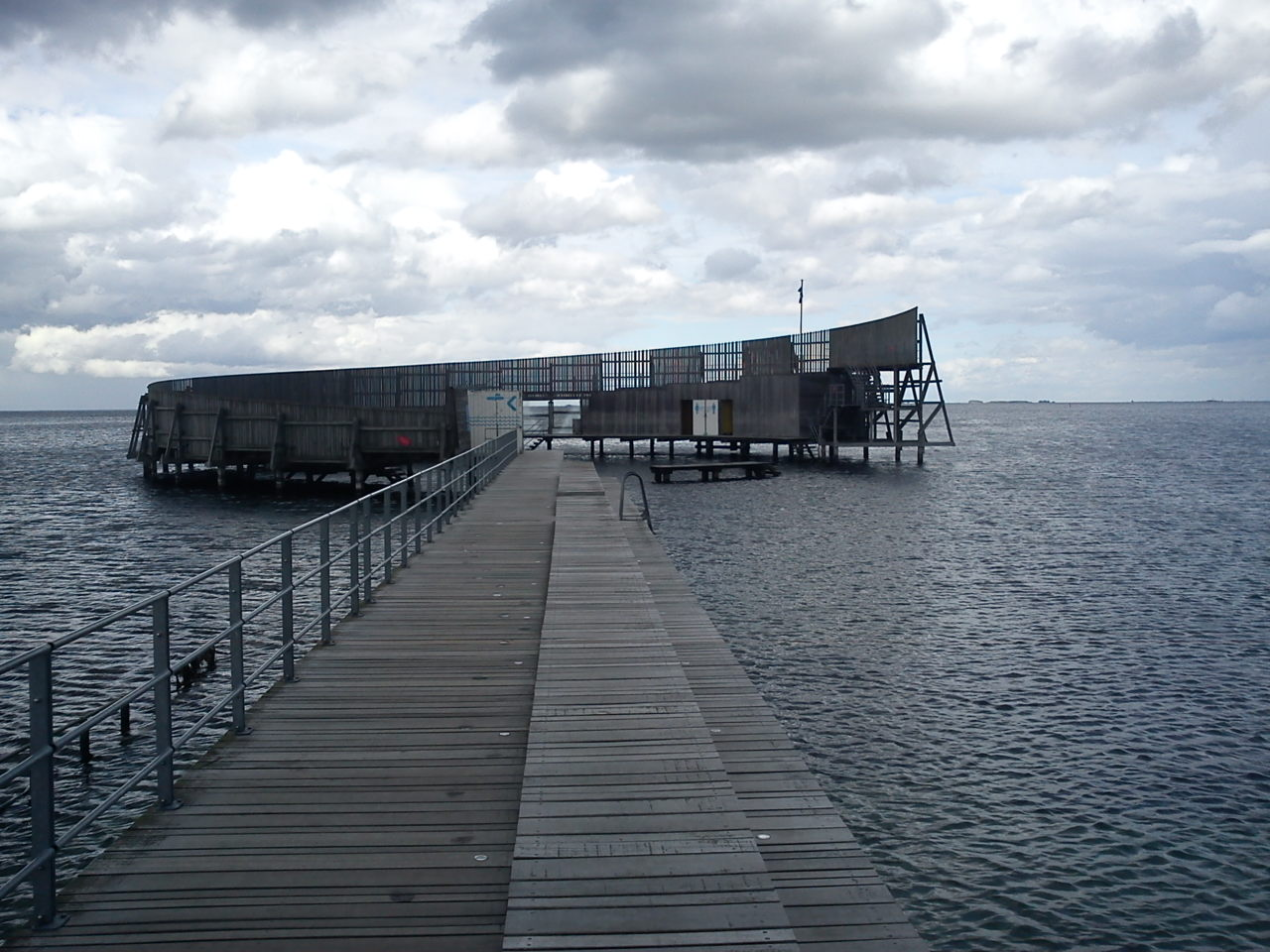
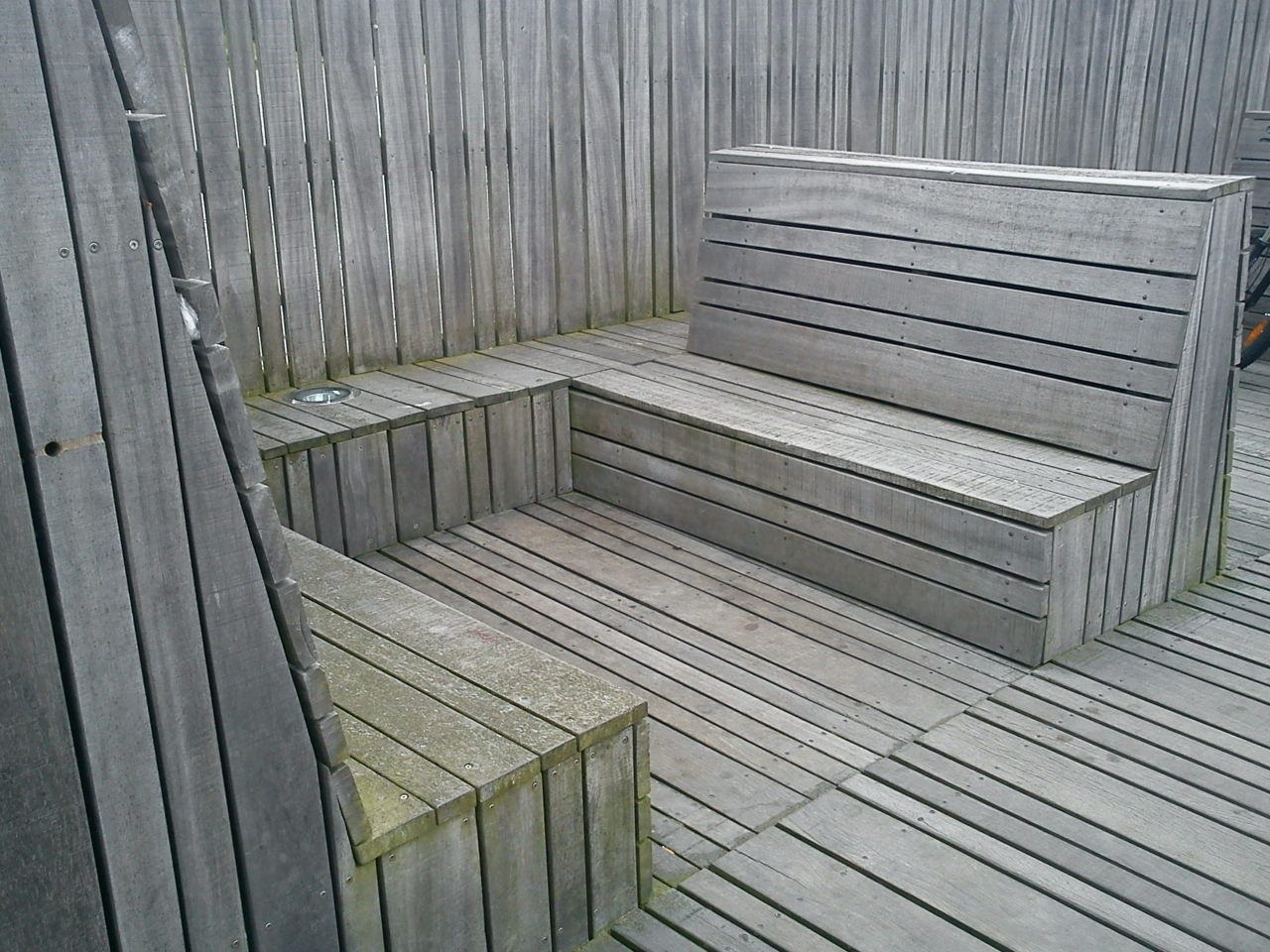